# 2025-ös németországi szövetségi választás
A 2025-ös németországi szövetségi választást 2025. február 23-án tartották. Ez volt a negyedik előrehozott választás Németországban a második világháború óta, a választás korábban tervezett időpontja 2025. szeptember 28. lett volna, azonban az Olaf Scholz által vezetett kormánykoalíció felbomlott 2024 decemberében.
A választáson a legtöbb szavazatot a Friedrich Merz által vezetett CDU/CSU politikai szövetség nyerte, azonban 1949-es fennállása óta így is ez a második legrosszabb eredménye. Az Alternatíva Németországért (AfD) eddigi legjobb eredményét produkálta, a mandátumainak számát az előző választási eredményekhez képest csaknem megduplázta. Németország Szociáldemokrata Pártjának (SPD) szavazataránya 1933 óta először esett 20% alá, továbbá ez volt az első választás a második világháború vége óta Németországban, ahol a második helyet nem a CDU/CSU vagy az SPD szerezte meg. A Zöldek népszerűsége az előző választáshoz képest csökkent, a Baloldali Párt (die Linke) szavazataránya jelentősen nőtt. A választás előtt regnáló kormánykoalícióban levő Német Szabaddemokrata Párt és a Die Linke pártból kiszakadt Bündnis Sahra Wagenknecht (BSW) nem érték el a mandátumszerzéshez szükséges 5%-os parlamenti küszöböt.
A választáson a szavazásra jogosultak 82,5%-a adta le voksát, ennél magasabb arányban legutóbb Németország újraegyesítésekor szavaztak.

## Háttér
A német alkotmány előírja, hogy a szövetségi választásoknak vasárnapra vagy ünnepnapra kell esniük, a Bundestag első ülését követően legkorábban 46, legkésőbb pedig 48 hónappal, kivéve, ha a Bundestagot korábban feloszlatják. A huszadik Bundestag első ülését 2021. október 26-án tartották, így a választásnak eredetileg 2025. augusztus 31. és október 26. közé kellett volna esnie. 2024 augusztusában a szövetségi kormány 2025. szeptember 28-át javasolta a választás időpontjaként, amelyet Frank-Walter Steinmeier elnök jóváhagyott.
Ha az elnök feloszlatja a Bundestagot, utána legkésőbb 60 nappal kell megtartani az előrehozott választást.
A német kormányválság során Christian Lindnert, az FDP vezetőjét Olaf Scholz 2024. november 6-án menesztette, amely a közlekedésilámpa-koalíció felbomlását, így a kormány többség nélkül maradását jelentette. Ugyanezen a napon Scholz kancellár bejelentette, hogy bizalmi szavazást kezdeményez egy előrehozott változás megtartásának érdekében. A bizalmi szavazást Scholz 2025 januárjára tervezte, azonban az ellenzék nyomására az indítványt 2024. december 11-én nyújtotta be, amelyről december 16-án szavaztak. Az indítványra az SPD jelen levő képviselői és három AfD-képviselő igennel szavazott, a Zöldek pedig tartózkodtak, a bizalmi indítvány így a Bundestagban nem szerzett többséget.
A bizalmi szavazást követően Scholz a Bundestag feloszlatását javasolta Steinmeier elnöknek. Az elnök ezt követően egyeztetett a pártvezetőkkel, ugyanis alkotmányos joga meghatározni, hogy az aktuális parlamentben lehetséges-e egy törvényalkotó többség. December 20-án Steinmeier irodája egy hivatalos közleményt adott ki, amely megerősítette, hogy a tárgyalások lezárultak, nincs lehetséges többség. A Bundestagot az elnök hivatalosan december 27-én osztotta fel, a választást pedig február 23-ra tűzte ki.

## Választási rendszer
A 2023-as választási reformot követően a Bundestag 630 tagját választják meg négy évre, a német választókerületekben, illetve tartományi pártlistákról. Ezek a mandátumok a 16 német szövetségi állam között oszlanak meg népességarányosan. A választókerületekben relatív többségi szavazás van, a legtöbb szavazatot szerző jelölt nyer. Minden voksoló két szavazatot adhat le: az elsőt egy jelöltre és a másodikat egy pártra. A szavazatokat a Webster/Sainte-Laguë-módszer segítségével osztják szét. A választási reform megszüntette a többletmandátumokat (németül Überhangmandat), így egy párt legfeljebb annyi mandátumot kap, amennyit országos listás szavazataránya alapján érdemel. Emellett az intézkedés alapján megszűnt volna az a szabály, amely szerint egy párt akkor is bejuthatott a Bundestagba, ha kevesebb, mint 5%-ot ért el országos listán, azonban legalább három egyéni választókerületben győzött. Az új választási törvény ezen részét a CSU, a Die Linke és a bajorországi önkormányzat a német Alkotmánybíróságban megtámadta, ugyanis szerintük alkotmányellenes. 2024. július 30-án az Alkotmánybíróság visszavonta ezt a módosítást, tehát ha egy párt legalább három egyéni választókerületben nyer, akkor a szövetségi listás szavazatainak arányában fog mandátumokat szerezni a Bundestagban, a parlamenti küszöbtől függetlenül.

## Kampány
A választáson induló pártok választási programot hirdettek. A CDU szigorúbb migrációs politikát, a nemzetvédelmi kiadások növelését, Ukrajna határozottabb támogatását és adócsökkentéseket helyezett előtérbe. Az SPD vagyonadó bevezetésével, a minimálbér növelésével és a vállalatok számára nyújtott adókedvezményekkel kampányolt. A Zöldek ellenezték a bevándorlók kitoloncolását, továbbá az előző választáshoz képest mérsékeltebb klímareformokat fogalmaztak meg. Az AfD tervei közé tartozik az Európai Unióból való kilépés, új szénerőművek megépítése, az Oroszországból érkező gázimport újraindítása, szigorúbb bevándorlási politika és a büntethetőségi korhatár csökkentése. Az FDP a nyugdíjrendszer átalakítását és a cégek adóterheinek csökkentését ígéri. A Die Linke az SPD-hez képest szigorúbb vagyonadóval és a tömegközlekedési rendszer feljavításával kampányolt.

### A „D-nap” jelentés
2024. november 15-én a Die Zeit és Süddeutsche Zeitung újságok arról számoltak be, hogy a közlekedésilámpa-koalíció november 6-ai összeomlása egy szándékos stratégia eredménye volt, és az FDP már több hete tervezte a koalícióból való kilépését. A beszámolók szerint létezik egy 18 oldalas dokumentum, mely megkérdőjelezhető katonai nyelvezettel íródott: Lindner menesztetését torpedónak, a választási kampányt nyílt csatának, a jelentés nyilvánosságra hozatalának napját pedig D-napnak nevezve. A katonai nyelvezet használata miatt éles kritikák érték a pártot.
A dokumentum létezése ellentmondásban áll Lindner korábbi állításával, miszerint a kormány bukása Scholz részéről egy „előre kiszámított szakadás” volt. Az FDP főtitkára, Bijan Djir-Sarai tagadta a „D-nap” kifejezés használatát, és szerinte a párt vezetése nem tudott a jelentésről. Lindner nem tagadta a dokumentum létezését, újságírói kérdésekre a „Kampányban vagyunk. Mi ebben a hír?” mondatokkal válaszolt. A párt szerint a jelentés október 24-én készült a párt kormányból való kilépéséről szóló kommunikációjának technikai körülményeiről, melyet törvényhozóknak és kormánytagoknak nem mutattak be. Ezt követően Djir-Sarai és a párt szövetségi ügyvezető igazgatója, Carsten Reymann lemondott. Később Lindner azt nyilatkozta, hogy nem tudott a dokumentum létezéséről, amely csak belső pártkörökben mozoghatott.

### Lehetséges koalíciók
A Scholz-kormányt alkotó közlekedésilámpa-koalíció megújulása egyik résztvevő párt számára sem valószínű, továbbá Lindner, az FDP elnöke kategorikusan elutasította annak lehetőségét, hogy pártja egy ilyen koalícióhoz csatlakozzon, miután novemberben menesztették a kormányból.
A közvélemény-kutatások alapján egy CDU/CSU által vezetett kormány a legvalószínűbb a választás után. A CDU/CSU kancellárjelöltje, Merz kimutatta hajlandóságát, hogy koalíciót kössön az SPD-vel, az FDP-vel és a Zöldekkel. A CSU elnöke, Markus Söder nyíltan visszautasította a Zöldekkel való kormányzás lehetőségét, és mindkét párt képviselői közül nyilatkozták, hogy a jelen időben nehéz lenne egy CDU/CSU-Zöldek koalíciót fenntartani. A mérések szerint a választás legvalószínűbb kimenetele a második világháború utáni Németország ötödik nagykoalíciója, amely a CDU és SPD közös kormányzását jelentené. A nagykoalíciót a szavazói többség is előnyben részesíti,  azonban Söder kikötötte, hogy csak akkor támogatja az uniópártok és az SPD koalícióját, ha Scholz nem kap helyet a következő kormányban.
A kérdés, hogy két párt koalíciója kormányképes többséget lesz-e képes teremteni, elsősorban azon múlik, hogy hány párt lesz képes elérni a bejutási küszöböt. Amíg a CDU/CSU, az SPD, a Zöldek és az AfD egyértelműen 5% felett voltak a választás előtt a közvélemény-kutatások alapján, az FDP, a Die Linke, a BSW és a Szabad Szavazók bejutási esélyei bizonytalanok voltak. Ennek következtében a Bundestagba bejutó pártok száma bizonytalan volt, így nehéz volt előre kikövetkeztetni a mandátumok eloszlását.

#### Politikai elkülönülés az AfD-től
A CDU, az SPD, a Zöldek és az FDP mind kizárta az AfD-vel és a BSW-vel való kormányzást szövetségi szinten. Az AfD-től a többi nagyobb induló párt is elkülönült, a CDU és az FDP pedig a Baloldali Párttal (Die Linke) zárta ki a kormányzás lehetőségét.
A 2025. január 22-ei Aschaffenburgban történt késes támadás következtében, ahol egy elutasított afgán menedékkérő halálosan megsebesített két embert, Merz bejelentette, hogy a CDU/CSU két nem kötelező érvényű határozati javaslatot terjeszt a Bundestag elé a migrációs politika és a belbiztonság témájában, az SPD és a Zöldek képviselőinek támogatására számítva. Annak ellenére, hogy mindkét előbb említett párt vezetőségi tagjai elutasították ezeket a kezdeményezéseket, Merz „ötpontos tervét” a migrációról január 29-én elfogadták az uniópártok, az FDP és az AfD szavazataival, ami szövetségi szinten az első ilyen együttműködés volt Németország történelmében. Az SPD, a Zöldek és a Die Linke képviselői, továbbá a volt CDU-s kancellár, Angela Merkel is élesen bírálta Merzet, ugyanis ez szerintük az AfD-vel történő direkt együttműködés volt. A szavazás hatására Németország-szerte több százezer tüntető vonult utcára, hogy tiltakozzon Merz döntései ellen. Január 31-én a CDU/CSU hasonló, bevándorlók befogadását korlátozó törvényjavaslatát elutasították a Bundestagban, annak ellenére, hogy az AfD támogatta azt.
Miközben a cordon sanitaire-ről szóló vita uralta a politikai diskurzust az ezt követő hetekben, a Politbarometer adatai szerint a közvélemény nagyjából egyenlő arányban oszlott meg Merz intézkedéseinek támogatása és bírálata között, ami így nem eredményezett jelentős változásokat a közvélemény-kutatásokban.

### Külföldi hatások
Az amerikai üzletember, Elon Musk nyíltan támogatta az AfD-t számos felületen. Ezt a lépést Steinmeier elnök közvetetten, míg a többi nagyobb párt és számos német médium közvetlenül bírálta és elfogadhatatlan külső hatásnak nevezte. Az Egyesült Államok alelnöke, J. D. Vance találkozott az AfD vezetőségével és kritizálta a többi nagyobb német pártot, amiért nem hajlandóak az AfD-vel együttműködni. Vance megjegyzéseit Scholz és Merz egyaránt bírálta.
A német biztonsági hatóságok szerint külföldi beavatkozás is várható a szövetségi választási kampányba. A középpontban az Oroszországból irányított dezinformációs kampányok állnak, amelyekhez állítólag Musk is kötődik. Az Európai Egyetemi Intézethez tartozó megfigyelőközpont a német Correctiv oknyomozására hivatkozott, amely feltárta, hogy több, mint 100 weboldalt hoztak létre mesterséges intelligencia segítségével, hogy félrevezető információkat terjesszenek a választáson induló jelöltekről.

### Magyar vonatkozások
Orbán Viktor a választás előtti kampányban nem a konzervatív, jobbközép-kereszténydemokrata CDU/CSU-t, hanem a szélsőjobb Alternatíva Németországért pártot támogatta.

## Eredmények
A választáson 29 párt indult el, ezek mindegyikének sikerült legalább egy tartományban egy érvényes listát benyújtania.
A választás napján 60 490 603 volt a szavazásra jogosultak száma, ennek 82,54%-a szavazott. Az érvényes szavazatok száma 49 642 087, az érvénytelen vagy üres szavazatok száma 285 228. Délután kettőig a szavazásra jogosultak 52%-a szavazott, mely egy jelentős ugrás az előző, 2021-es választáshoz képest. A két adat azonban nem összehasonlítható, ugyanis 2021-ben a Covid19-pandémia miatt lényegesen többen adták le a szavazatukat levélben.
| Részvételi arány | Idő   | Idő   | Idő   | Idő   | Idő   | Idő   |
| Részvételi arány | 14:00 | 14:00 | 14:00 | 18:00 | 18:00 | 18:00 |
| Részvételi arány | 2021  | 2025  | ±     | 2021  | 2025  | ±     |
| ---------------- | ----- | ----- | ----- | ----- | ----- | ----- |
| Összesen         | 36,5% | 52,0% | 15,5  | 76,4% | 82,5% | 6,2   |
| Forrás           |       |       |       |       |       |       |

Az előző választásokhoz hasonlóan 2025-ben is jelentős szórás vehető észre tartományi szinten a részvételi arányokban. Olyan nyugati tartományokban, mint Bajorország vagy Baden-Württemberg magasabb volt a választói lelkesedés, mint a keletnémet Szász-Anhalt vagy Mecklenburg-Elő-Pomeránia tartományokban. 2025-ben a korábbi választásokhoz képest növekedett a részvételi arány Kelet-Németországban, főleg olyan tartományokban, ahol az AfD népszerűsége növekedett. A legjelentősebb növekedés Türingiában volt, ahol délig a szavazásra jogosultak 44,5%-a adta le a szavazatát, mely majdnem kétszerese a 2021-ben mért részvételi aránynak.
| Eredmények a különböző alegységekben                         | Eredmények a különböző alegységekben                               |
| ------------------------------------------------------------ | ------------------------------------------------------------------ |
|                                                              |                                                                    |
| A legjobb listás eredményt elérő pártok tartományok szerint. | A legjobb listás eredményt elérő pártok választókerületek szerint. |

### Szövetségi szinten
Pártlistás szavazatok alapján öt párt (a CDU/CSU-t egynek számolva) érte el a Bundestagba bejutáshoz szükséges 5%-ot, és további három párt ért el legalább egy százalékos eredményt. Az alábbi táblázatban ezen pártok eredményei szerepelnek részletesebben. A Németországban élő dán és fríz kisebbséget képviselő Dél-Schleswig Szavazói Szövetség 76 126 szavazattal (a szavazatok 0,15%-a) további egy mandátumot szerzett.

Mandátumok eloszlása a választás után a Bundestagban

| Párt | Párt                                                                        | Rövidítés | Listás szavazatok | Szavazatarány |
| ---- | --------------------------------------------------------------------------- | --------- | ----------------- | ------------- |
|      | Kereszténydemokrata Unió Christlich Demokratische Union Deutschlands        | CDU       | 11 194 700        | 22,55%        |
|      | Alternatíva Németországért Alternative für Deutschland                      | AfD       | 10 327 148        | 20,80%        |
|      | Németország Szociáldemokrata Pártja Sozialdemokratische Partei Deutschlands | SPD       | 8 148 284         | 16,41%        |
|      | Szövetség ’90/Zöldek Bündnis 90/Die Grünen                                  | Grüne     | 5 761 476         | 11,61%        |
|      | Baloldali Párt Die Linke                                                    | Linke     | 4 355 382         | 8,77%         |
|      | Bajor Keresztényszociális Unió Christlich-Soziale Union in Bayern           | CSU       | 2 963 732         | 5,97%         |
|      | Sahra Wagenknecht Szövetség Bündnis Sahra Wagenknecht                       | BSW       | 2 468 670         | 4,97%         |
|      | Német Szabaddemokrata Párt Freie Demokratische Partei                       | FDP       | 2 148 878         | 4,33%         |
|      | Szabad Szavazók Freie Wähler                                                | FW        | 769 170           | 1,55%         |
|      | Egyéb pártok                                                                | -         | 1 504 647         | 3,03%         |

### Tartományi szinten

#### Listás szavazatok tartományi szinten
| Pártok listás szavazatarányai tartományok szerint (%) | Pártok listás szavazatarányai tartományok szerint (%) | Pártok listás szavazatarányai tartományok szerint (%) | Pártok listás szavazatarányai tartományok szerint (%) | Pártok listás szavazatarányai tartományok szerint (%) | Pártok listás szavazatarányai tartományok szerint (%) | Pártok listás szavazatarányai tartományok szerint (%) | Pártok listás szavazatarányai tartományok szerint (%) | Pártok listás szavazatarányai tartományok szerint (%) |     |     |
| Tartomány                                             | CDU/CSU                                               | AfD                                                   | SPD                                                   | Zöldek                                                | Linke                                                 | BSW                                                   | FDP                                                   | Egyéb                                                 |     |     |
| ----------------------------------------------------- | ----------------------------------------------------- | ----------------------------------------------------- | ----------------------------------------------------- | ----------------------------------------------------- | ----------------------------------------------------- | ----------------------------------------------------- | ----------------------------------------------------- | ----------------------------------------------------- | --- | --- |
| Tartomány                                             | Alsó-Szászország                                      | 28,1                                                  | 17,8                                                  | 23,0                                                  | 11,5                                                  | 8,1                                                   | 3,8                                                   | Egyéb                                                 | 4,1 | 3,6 |
| Baden-Württemberg                                     | 31,6                                                  | 19,8                                                  | 14,2                                                  | 13,6                                                  | 6,8                                                   | 4,1                                                   | 5,6                                                   | 4,3                                                   |     |     |
| Bajorország                                           | 37,2                                                  | 19,0                                                  | 11,6                                                  | 12,0                                                  | 5,7                                                   | 3,1                                                   | 4,2                                                   | 7,2                                                   |     |     |
| Berlin                                                | 18,3                                                  | 15,2                                                  | 15,1                                                  | 16,8                                                  | 19,9                                                  | 6,6                                                   | 3,8                                                   | 4,2                                                   |     |     |
| Brandenburg                                           | 18,1                                                  | 32,5                                                  | 14,8                                                  | 6,6                                                   | 10,7                                                  | 10,7                                                  | 3,2                                                   | 3,4                                                   |     |     |
| Bréma                                                 | 20,5                                                  | 15,1                                                  | 23,1                                                  | 15,6                                                  | 14,8                                                  | 4,3                                                   | 3,5                                                   | 3,0                                                   |     |     |
| Észak-Rajna-Vesztfália                                | 30,1                                                  | 16,8                                                  | 20,0                                                  | 12,4                                                  | 8,3                                                   | 4,1                                                   | 4,4                                                   | 3,8                                                   |     |     |
| Hamburg                                               | 20,7                                                  | 10,9                                                  | 22,7                                                  | 19,3                                                  | 14,4                                                  | 4,0                                                   | 4,5                                                   | 3,4                                                   |     |     |
| Hessen                                                | 28,9                                                  | 17,8                                                  | 18,4                                                  | 12,6                                                  | 8,7                                                   | 4,4                                                   | 5,0                                                   | 4,2                                                   |     |     |
| Mecklenburg-Elő-Pomeránia                             | 17,8                                                  | 35,0                                                  | 12,4                                                  | 5,4                                                   | 12,0                                                  | 10,6                                                  | 3,2                                                   | 3,6                                                   |     |     |
| Rajna-vidék-Pfalz                                     | 30,6                                                  | 20,1                                                  | 18,6                                                  | 10,4                                                  | 6,5                                                   | 4,2                                                   | 4,6                                                   | 4,9                                                   |     |     |
| Saar-vidék                                            | 26,9                                                  | 21,6                                                  | 21,9                                                  | 7,2                                                   | 7,3                                                   | 6,2                                                   | 4,3                                                   | 4,7                                                   |     |     |
| Schleswig-Holstein                                    | 27,6                                                  | 16,3                                                  | 18,8                                                  | 14,9                                                  | 7,8                                                   | 3,4                                                   | 4,7                                                   | 6,5                                                   |     |     |
| Szász-Anhalt                                          | 19,2                                                  | 37,1                                                  | 11,0                                                  | 4,4                                                   | 10,8                                                  | 11,2                                                  | 3,1                                                   | 3,3                                                   |     |     |
| Szászország                                           | 19,7                                                  | 37,3                                                  | 8,5                                                   | 6,5                                                   | 11,3                                                  | 9,0                                                   | 3,2                                                   | 4,4                                                   |     |     |
| Türingia                                              | 18,6                                                  | 38,6                                                  | 8,8                                                   | 4,2                                                   | 15,2                                                  | 9,4                                                   | 2,8                                                   | 2,5                                                   |     |     |

| Pártok listás szavazataránya választókerületek szerint | Pártok listás szavazataránya választókerületek szerint | Pártok listás szavazataránya választókerületek szerint |
| ------------------------------------------------------ | ------------------------------------------------------ | ------------------------------------------------------ |
|                                                        |                                                        |                                                        |
| CSU–CDU                                                | AfD                                                    | SPD                                                    |
|                                                        |                                                        |                                                        |
| Zöldek                                                 | Die Linke                                              | BSW                                                    |
|                                                        |                                                        |                                                        |
| FDP                                                    | FW                                                     |                                                        |

#### Listás mandátumok tartományok szerint
| Alsó-Szászország          | 35  | 2  | 6  | 8  | 13  | 6  | – |
| Baden-Württemberg         | 47  | 13 | 0  | 9  | 19  | 6  | – |
| Bajorország               | 57  | 14 | –  | 14 | 22  | 7  | – |
| Berlin                    | 12  | 3  | 2  | 2  | 3   | 2  | – |
| Brandenburg               | 12  | 3  | 4  | 2  | 0   | 3  | – |
| Bréma                     | 4   | 0  | 1  | 1  | 1   | 1  | – |
| Észak-Rajna-Vesztfália    | 72  | 14 | 3  | 16 | 26  | 13 | – |
| Hamburg                   | 7   | 0  | 2  | 1  | 2   | 2  | – |
| Hessen                    | 28  | 8  | 0  | 7  | 9   | 4  | – |
| Mecklenburg-Elő-Pomeránia | 8   | 2  | 3  | 1  | 0   | 2  | – |
| Rajna-vidék-Pfalz         | 19  | 6  | 0  | 4  | 7   | 2  | – |
| Saar-vidék                | 4   | 0  | 0  | 1  | 2   | 1  | – |
| Schleswig-Holstein        | 15  | 4  | 0  | 3  | 5   | 2  | 1 |
| Szász-Anhalt              | 9   | 2  | 4  | 1  | 0   | 2  | – |
| Szászország               | 15  | 3  | 7  | 2  | 0   | 3  | – |
| Türingia                  | 10  | 2  | 4  | 1  | 1   | 2  | – |
| Összesen                  | 354 | 76 | 36 | 73 | 110 | 58 | 1 |

#### Egyéni körzetes mandátumok tartományok szerint
| Alsó-Szászország          | 30  | 15 | 15  | –  | 0  | 0  | 0 |
| Baden-Württemberg         | 32  | 0  | 29  | –  | 3  | 0  | 0 |
| Bajorország               | 44  | 0  | –   | 44 | 0  | 0  | 0 |
| Berlin                    | 12  | 1  | 3   | –  | 3  | 1  | 4 |
| Brandenburg               | 9   | 1  | 0   | –  | 0  | 8  | 0 |
| Bréma                     | 1   | 1  | 0   | –  | 0  | 0  | 0 |
| Észak-Rajna-Vesztfália    | 64  | 17 | 44  | –  | 3  | 0  | 0 |
| Hamburg                   | 6   | 3  | 1   | –  | 2  | 0  | 0 |
| Hessen                    | 17  | 2  | 15  | –  | 0  | 0  | 0 |
| Mecklenburg-Elő-Pomeránia | 5   | 0  | 0   | –  | 0  | 5  | 0 |
| Rajna-vidék-Pfalz         | 12  | 1  | 11  | –  | 0  | 0  | 0 |
| Saar-vidék                | 4   | 2  | 2   | –  | 0  | 0  | 0 |
| Schleswig-Holstein        | 10  | 1  | 8   | –  | 1  | 0  | 0 |
| Szász-Anhalt              | 7   | 0  | 0   | –  | 0  | 7  | 0 |
| Szászország               | 15  | 0  | 0   | –  | 0  | 14 | 1 |
| Türingia                  | 8   | 0  | 0   | –  | 0  | 7  | 1 |
| Összesen                  | 276 | 44 | 128 | 44 | 12 | 42 | 6 |

### Társadalmi csoportok szerint
| Összes szavazó                   | Összes szavazó       | 29% | 21% | 16% | 12% | 9%  | 5% | 4% | 4% |
| Nemek szerint                    |                      |     |     |     |     |     |    |    |    |
| Férfiak                          | Férfiak              | 30% | 24% | 15% | 11% | 7%  | 4% | 5% | 4% |
| Nők                              | Nők                  | 27% | 18% | 18% | 13% | 11% | 6% | 4% | 3% |
| Életkor szerint                  |                      |     |     |     |     |     |    |    |    |
| 18–24                            | 18–24                | 13% | 21% | 12% | 10% | 25% | 6% | 5% | 8% |
| 25–34                            | 25–34                | 17% | 24% | 12% | 14% | 16% | 6% | 5% | 6% |
| 35–44                            | 35–44                | 24% | 26% | 13% | 14% | 8%  | 6% | 4% | 5% |
| 45–59                            | 45–59                | 33% | 22% | 15% | 12% | 5%  | 5% | 4% | 4% |
| 60–69                            | 60–69                | 33% | 19% | 21% | 11% | 5%  | 5% | 4% | 2% |
| 70 éves vagy idősebb             | 70 éves vagy idősebb | 43% | 10% | 25% | 7%  | 5%  | 4% | 5% | 1% |
| Legmagasabb végzettség szerint   |                      |     |     |     |     |     |    |    |    |
| Alapfokú végzettség              | Alapfokú végzettség  | 32% | 29% | 20% | 4%  | 5%  | 4% | 3% | 3% |
| Középfokú végzettség             | Középfokú végzettség | 28% | 28% | 15% | 6%  | 7%  | 6% | 3% | 7% |
| Felsőfokú végzettség             | Felsőfokú végzettség | 27% | 13% | 16% | 18% | 11% | 5% | 5% | 5% |
| Munkavégzés típusa szerint       |                      |     |     |     |     |     |    |    |    |
| Fizikai munkások                 | Fizikai munkások     | 22% | 38% | 12% | 5%  | 8%  | 5% | 4% | 6% |
| Szellemi munkások                | Szellemi munkások    | 26% | 21% | 15% | 13% | 9%  | 6% | 4% | 6% |
| Önálló vállalkozók               | Önálló vállalkozók   | 35% | 21% | 10% | 14% | 7%  | 2% | 9% | 2% |
| Nyugdíjasok                      | Nyugdíjasok          | 39% | 13% | 24% | 9%  | 5%  | 4% | 4% | 2% |
| Egyéni gazdasági helyzet alapján |                      |     |     |     |     |     |    |    |    |
| Jó                               | Jó                   | 31% | 17% | 17% | 13% | 8%  | 5% | 5% | 4% |
| Rossz                            | Rossz                | 17% | 39% | 12% | 6%  | 11% | 7% | 3% | 5% |
| Forrás: Infratest dimap          |                      |     |     |     |     |     |    |    |    |

## Következmények és kormányalakítás
A választási rendszer átalakítás következtében 23 képviselőjelölt nem jutott mandátumhoz, akik egyéni választókerületben nyertek.
A választás legnagyobb győzteseinek a CDU/CSU, az AfD és a Die Linke tekinthető. Az SPD történelmének legrosszabb eredményét érte el, melynek következtében a választáskor hivatalban levő kancellár, Olaf Scholz bejelentette, hogy nem fog pozíciót vállalni a választás után létrejövő kormányban. A Zöldek támogatottsága is csökkent a korábbi választáshoz képest, a listavezető Robert Habeck a választást követő napon bejelentette lemondását a listavezetői pozícióról. A korábban kormányzó FDP nem szerezte a mandátumszerzéshez szükséges szavazatokat, melynek következtében a pártvezető Christian Lindner bejelentette lemondását és visszavonulását a politikai térből. A Die Linkéből kivált Sahra Wagenknecht pártja mindösszesen 13 435 szavazattal maradt el a mandátumszerzéstől, ezért a pártelnök bejelentette, hogy jogi úton támadja meg a választási eredményt, ugyanis szerinte számos tengeren túli szavazó nem tudott levélben szavazni a szűk határidők miatt.

### Nemzetközi reakciók
- : Donald Trump elnök a Truth Social felületen gratulált a választás győztesének, Friedrich Merz megnevezése nélkül. Állítása szerint Németország jobbra tolódása párhuzamba hozható az Egyesült Államokban történő politikai trendekkel, melyeket a bevándorlás vagy az energiapolitika kérdései vezérelnek.[78]
- : Keir Starmer miniszterelnök gratulált Merznek és a CDU/CSU-nak és kifejezte hajlandóságát az új német kormánnyal való további együttműködésre.[79]
- : Emmanuel Macron elnök kijelentette, hogy gratulált Merznek és a CDU/CSU-nak és dicsérte Scholz kancellárt.[79]
- : A Kreml szóvivője, Dmitrij Peszkov hangsúlyozta a kölcsönös érdekű területeken való pragmatikusabb megközelítés iránti vágyat, továbbá elismerte, hogy a kétoldalú kapcsolatok jövője a német kormány cselekedetein múlik.[80]
- : Volodimir Zelenszkij elnök gratulált a CDU/CSU-nak, és elmondta, hogy várakozással tekint a „közös munka folytatása” elé, hogy „közelebb hozzák a valódi békét Ukrajnának és erősítsék Európát”.[79]
- : az Osztrák Szabadságpárt elnöke, Herbert Kickl azt nyilatkozta, hogy „ma az 1989-es szabadság gyengéd, megnyugtató szele fúj keresztül Berlinen és az egész Szövetségi Köztársaságon”.[79]
- : Orbán Viktor miniszterelnök Alice Weidelnek gratulált.[81]

### Kormányalakítás
Annak ellenére, hogy a CDU/CSU nyerte meg a választást, abszolút többséget nem szerzett, így koalíciós tárgyalások megindítására volt szükség. Kétpárti koalíciók közül egyedül a CDU/CSU–AfD vagy a CDU/CSU–SPD jelentene abszolút többséget. Friedrich Merz a választás előtt és a választást követően is kizárta az AfD-vel való együttműködést, így az egyetlen lehetséges kétpárti együttműködés a Nagykoalíció maradt, mely már négyszer adott kormányt Németországnak. A 2022-ben kezdődött német gazdasági recesszió, az orosz–ukrán háború és Donald Trump politikai bizonytalanságot eredményező nemzetközi intézkedései arra motiválták Merzet, hogy a lehető leggyorsabban elkezdje a koalíciós tárgyalásokat az SPD-vel. Az egyeztetések öt nappal a választást követően, 2025. február 28-án kezdődtek. Merz azt a célt tűzte ki, hogy húsvétig megalakuljon az új német kormány.
2025. április 9-én Merz bejelentette, hogy az uniópártok és az SPD megegyeztek a nagykoalíciós feltételekben. Várhatóan május 6-án lesz Merz kancellárként felesketve.

## Fordítás
- Ez a szócikk részben vagy egészben  a(z)   2025 German federal election című angol Wikipédia-szócikk fordításán alapul.  Az eredeti cikk szerkesztőit annak laptörténete sorolja fel. Ez a jelzés csupán a megfogalmazás eredetét és a szerzői jogokat jelzi, nem szolgál a cikkben szereplő információk forrásmegjelöléseként.